# Svenska Mekanisters Riksförening
Svenska Mekanisters Riksförening, Mekanisterna, är en sammanslutning av civilingenjörer, högskoleingenjörer, ingenjörer med god arbetslivserfarenhet och teknologer med maskin-, energi- eller transportteknik som huvudsakliga intresseområden.